# Штанько Світлана Валеріївна
Світлана Валеріївна Штанько (нар. 29 березня 1973, Київ, УРСР) — українська акторка, телеведуча та акторка дублювання.

## Життєпис
Світлана Штанько народилася 29 березня 1973 року в м. Київ. У 1995 році закінчила факультет кіно і телебачення Київський національний університет театру, кіно і телебачення ім. Карпенка-Карого (курс Ірини Молостової).
З 2001 по 2011 рік Світлана Штанько була акторкою Київського театру «Вільна сцена». 
З 2011 року Світлана Штанько акторка Київського академічного театру драми і комедії на лівому березі Дніпра. 
Співпрацює з Театром «Сузір'я».

## Ролі у театрі
Київський академічний театр драми і комедії на лівому березі Дніпра
- 2017 — «Життя Попереду» Еміля Ажара, режисер: Дмитро Богомазов — Надін[1]
- 2016 — «Вірна дружина» Сомерсет а Моема режисер: Ігор Грінберг — Марі-Луїза
- 2015 — «Співай, Лола, співай!» за романом Генріха Манна «Учитель Гнус», режисер: Дмитро Богомазов — танцівниця кабаре
- 2014 — «Веселощі сердечне, або кепка з карасями», за творами Юрія Коваля, режисер: Дмитро Богомазов — Мирониха, нова вчителька
- 2014 — «Жіноча логіка» Анатолія Крима, режисер: Тамара Антропова — Марго
- 2013 — «Чого хочуть жінки?» за Аристофаном, режисер: Андрій Білоус —Дівчина
- 2012 — «Гості грядуть опівночі», режисер: Дмитро Богомазов —Сюзанна
- 2012 — «Карнавал плоті» Георга Бюхнера —Маргарита, режисер: Дмитро Богомазов[2]
- 2011 — «Попелюшка», режисер: Володимир Цивінський —Королева
- 2011 — «Голубчики мої ...», режисер: Юрій Погребнічко —Миронова
- 2011 — «Дон Жуан, або Уроки зваблювання» за п'єсою Артура Міллера «Прощання Дон Жуана» — Сюзанна

Київська академічна майстерня театрального мистецтва «Сузір'я»
- 2010 — «Все про кохання» Олександра Олеся, режисер: Олексій Кужельний —жінка[3]
- 2003 — «Цвєтаєва + Пастернак», режисер: Олексій Кужельний —Цвєтаєва

Київський експериментальний театр «Золоті ворота»
- 2009 — «Безумство кохання» за п'єсою «Медея» Людмили Розумовської — Медея
- 2007 — «Собор паризької Богоматері» В. Гюго —Гудула
- 2004 — «Вбивця», за романом «Злочин і кара» Федора Достоєвського — Катерина Іванівна

Театр «Вільна сцена»
- 2011 — «Медіум—це повідомлення» Тома Стоппарда — Розенкранц, Гільденстерн
- 2009 — «Непорозуміння» Альбера Камю, режисер: Дмитро Богомазов — Мати
- 2008 — «Солодких снів, Річарде» за мотивами п'єси «Річард Ш» Вільяма Шекспіра — Привид
- 2007 — «Жінка з минулого» Євгенії Чуприни, режисер: Дмитро Богомазов —Клавдія
- 2005 — «Все про кохання» Олександра Олеся, режисер: Дмитро Богомазов — Жінка
- 2005 — «Екшен» Сема Шеппарда, режисер: Дмитро Богомазов — Луп
- 2004 — «Роберто Зукко» Бернара-Марі Кольтеса, режисер: Дмитро Богомазов —Мама
- 2003 — «Ті, що йдуть на смерть, вітають тебе» Василя Стефаника, режисер: Дмитро Богомазов
- 2002 — «Морфій» Михайла Булгакова, режисер: Дмитро Богомазов — Анна Миколаївна

## Фільмографія
- 2019 — «Маршрути долі»
- 2018 — «Дружина за обміном»
- 2018 — «Спадкоємиця мимоволі»
- 2018 — «Скарбниця життя» —епізод
- 2017 — «Підкидьки-2» —Алла Вікторівна, медсестра
- 2017 — «Невиправні» —Марина
- 2017 — «Лікар щастя» —акушерка
- 2017 — «Що робить твоя дружина?» — Віка
- 2016 — «Папараці» —тітка Олександри ТА Романа
- 2016 — «Провідниця» — Люба, дружина Германа
- 2016 — «Гроза над Тихоріччям» —епізод
- 2016 — «Підкидьки» —Алла Вікторівна, медсестра
- 2016 — «Не зарікайся» —Карина, домробітниця Савченка
- 2016 — «Будинок на холодному ключі» — перукар
- 2015 — «Вирок ідеальної пари» — Галина Миколаївна
- 2015 — «Пес» — працівниця притулку для собак
- 2014 — «Поки станиця спить» — мати Прошки
- 2014 — «Все повернеться» — старша медсестра Валя
- 2014 — «Перелітні птахи» — Маргарита Миколаївна
- 2014 — «Офіцерські дружини» — Люба Тюпа
- 2014 — «Особиста справа» — Тетяна Сергіївна Лапіна
- 2014 — «Брат за брата-3» — Марина Куцаєва
- 2013 — «Зелена кофта» — жінка у ліфті
- 2013 — «Подвійне життя» — лікарка
- 2013 — «Жіночий лікар-2» —Ніна, сестра Кіри
- 2013 — «Криве дзеркало душі» —мати Артура
- 2013 — «Бідна Liz» —Вірка
- 2013 — «Птах у клітці» —Тетяна Тернова
- 2012 — «Таксі» —Оксана пожежний інспектор
- 2012 — «Порох і дріб» —Людмила Петрівна
- 2012 — «Ядерні відходи» —Світлана
- 2012 — «Дорога» (короткометражний фільм)
- 2011 — «Повернення Мухтара-7» —Шейніна
- 2011 — «Єфросинія» —директор інтернату
- 2008 — «Райські птахи» —Джемма
- 2005 — «Золоті хлопці» —епізод
- 2004 — «Я тебе кохаю» —епізод
- 2002 — «Прощання з Каїром» —Віра
- 1998 — «Пристрасть» —епізод
- 1995 — «Тарас Шевченко. Заповіт» —Катруся
- 1995 — «Острів любові», фільм 2 «Сон»
- 1992 — «Тарас Шевченко. Заповіт» —Марійка

Телеведуча
- 2004 — «Тоніс» — «Ранковий прямий ефір»
- 2003 — «УТ-1» — «Бінго. Бум. Лото»
- 1998 — «Інтер» — «Куховарня»
- 1996 — «ТЕТ» — «Пісня дня»

Дублювання
- Ральф-руйнівник
- Самотній Рейнджер
- Вартові Галактики (2014)